# Kentucky Rain
Kentucky Rain är en sång inspelad av Elvis Presley.
Sången är skriven av Eddie Rabbitt och Dick Heard och spelades in av Presley under en session i American Sound Studios den 19 februari 1969.
Som singel släpptes "Kentucky Rain" den 29 januari 1970 i USA. B-sida var "My Little Friend". Sången nådde plats 16 på Billboards hitlista, Billboard 100, en tredjeplats på Billboard Hot Adult Contemporary Tracks och plats 31 på Billboard Hot Country Singles. I Kanada kom den på tionde plats på topplistan och första plats på Countrylistan den 18 april 1970.